# 마르셀로 마르틴스 모레노
마르셀로 마르틴스 모레노(스페인어: Marcelo Martins Moreno, 1987년 6월 18일 ~ )는 마르틴스 모레노 또는 마르셀로 마르틴스로 불리는 볼리비아의 전직 축구 선수로 현역 시절 스트라이커로 활약했으며 볼리비아 대표팀 국제 A매치 최다 출전 및 최다 득점 기록 보유자이자 로날드 랄데스와 함께 볼리비아 대표팀의 유이한 FIFA 센추리클럽 가입자이다.

## 클럽 경력

### 오리엔테 페트롤레로
2003년 자신의 연고팀이자 볼리비아 프리메라 디비시온 소속팀인 오리엔테 페트롤레로에서 데뷔한 이후 2004년까지 20경기 2골을 기록하며 2003 시즌 리그 4위, 2004 시즌 리그 준우승에 일조했다.

### 브라질 리그 1기
2005년 EC 비토리아 입단을 통해 아버지의 나라인 브라질 리그에 본격적으로 발을 내딛었고 2007년까지 공식전 64경기 16골의 준수한 성적을 거두며 2번의 캄페오나투 바이아누 우승(2005, 2007)과 1번의 준우승(2006), 2006 시즌 세리이 C 준우승 및 1시즌만의 세리이 B 승격에 크게 일조했다.
그 후 2007년 크루제이루 EC로 트레이드되어 2008년까지 공식전 36경기 21골을 터뜨렸고 물론 2008 시즌에는 리그 1경기 출전에 그쳤지만 2008년 코파 리베르타도레스 10경기에서 8골로 클루브 아메리카의 살바도르 카바냐스와 함께 공동 득점왕에 오르며 팀의 16강 진출을 이끌었으며 2008년 캄페오나투 미네이루에서는 11경기 6골을 터뜨리며 팀의 34번째 우승의 주역으로 활약했다.

### 유럽 리그
2008-09 시즌을 앞두고 우크라이나 프리미어리그의 샤흐타르 도네츠크로 이적하며 데뷔 이후 처음으로 유럽 리그를 밟은 뒤 2008-09 시즌에서는 공식전 21경기 3골의 아쉬운 성적을 남겼지만 리그 준우승, 2008-09년 UEFA 유로파리그 우승 등에 일조했다.
2008-09 시즌을 마친 후 독일 분데스리가의 베르더 브레멘으로 임대 이적하여 DFL-슈퍼컵 2009 우승을 경험했지만 2009-10 시즌 공식전 12경기 3골의 아쉬운 성적을 남긴 뒤 2009-10 시즌 후반 무렵 잉글랜드 프리미어리그의 위건 애슬레틱으로 2번째 임대 이적 후 리그 12경기를 소화했다.
2009-10 시즌이 종료된 이후 샤흐타르 도네츠크로 복귀하여 2010-11 시즌 공식전 23경기 7골의 나쁘지 않은 기록을 남기며 리그 우승, 2010-11년 UEFA 챔피언스리그 8강 진출 등에 일조했으나 2011-12 시즌에서는 공식전 2경기 1골에 그친 뒤 2011-12 시즌을 끝으로 4년간의 유럽 리그 활동을 마감했다.

### 브라질 리그 2기
2012 시즌을 앞두고 그레미우 입단을 통해 4년만에 브라질 리그로 복귀한 이후 2012 시즌 공식전 56경기 22골로 리그 3위, 캄페오나투 가오슈 타사 파루필랴 준우승에 기여했고 2013 시즌에는 CR 플라멩구 소속으로 공식전 21경기 5골에 그쳤지만 팀의 코파 두 브라지우 우승의 기쁨을 맛보았다.
그리고 2014 시즌에는 친정팀인 크루제이루 EC로 임대 이적한 뒤 공식전 57경기 24골을 터뜨리며 팀의 리그 우승과 캄페오나투 미네이루 우승, 코파 두 브라지우 준우승, 2014년 코파 리베르타도레스 8강 진출 등을 이끌었다.

### 중국 리그
2015 시즌을 앞두고 중국 슈퍼리그의 창춘 야타이 이적을 통해 처음으로 아시아 리그를 밟은 이후 2016 시즌까지 리그 53경기 22골을 터뜨렸고 특히 중국 슈퍼리그 2016에서 29경기 13골로 리그 득점 랭킹 6위에 이름을 올리며 팀의 슈퍼리그 잔류를 이끌었다.
2016 시즌이 끝난 뒤 중국 갑급리그의 우한 창장으로 이적하여 2017 시즌 리그 29경기에서 23골로 선전 FC의 아롤드 프레시아도와 함께 공동 득점왕에 오르는 활약을 펼쳤고 2019 시즌에는 같은 중국 갑급리그의 창저우 슝스 소속으로 공식전 13경기 8골을 터뜨리며 리그 준우승 및 4년만의 중국 슈퍼리그 복귀에 이바지한 이후 2019 시즌을 끝으로 4년간의 중국 리그 활동을 마무리했다.

### 브라질 리그 3기
2019 시즌을 마무리한 후 친정팀인 크루제이루 EC로 6년만에 복귀하여 2021 시즌까지 2시즌동안 공식전 54경기 9골을 기록하면서 2021 시즌 캄페오나투 미네이루 4강 진출의 성과를 거두었다.

### 기타 남미 리그
2022년 2월 10일 파라과이 프리메라 디비시온의 세로 포르테뇨로 이적하여 2022 시즌 토르네오 아페르투라와 클라우수라 준우승에 공헌했고 그 후 에콰도르 세리에 A의 인데펜디엔테 델 바예 소속으로 활동하며 2023 시즌 리그 준우승에 기여했다.

### 브라질 리그 4기
2024년 크루제이루 EC로 약 3년만에 복귀한 뒤 이 팀을 마지막으로 21년간의 현역 생활의 마침표를 찍었다.

## 국가대표팀 경력

### 브라질 청소년 대표팀
브라질인 아버지와 볼리비아인 어머니 사이에서 태어나 2005년부터 2006년까지 브라질 U-17 대표팀과 브라질 U-20 대표팀의 일원으로 15경기에서 무려 11골을 터뜨렸다.

### 볼리비아 A대표팀
2007년 9월 12일 페루와의 친선 경기에서 볼리비아 A대표팀 소속으로 국제 A매치 데뷔전을 치른 후 2개월 뒤인 11월 20일 베네수엘라와의 2010년 FIFA 월드컵 남미 지역 예선 4차전 원정 경기(3-5 패)에서 A매치 데뷔골을 멀티골로 장식했다.
이후 17경기에서 5골을 터뜨리는 등 남미 예선 18경기 7골로 팀내 최다 득점이자 우루과이의 디에고 포를란과 함께 남미 예선 득점 랭킹 공동 4위에 이름을 올리며 분전했지만 팀은 4승 3무 11패·10팀 중 9위라는 초라한 성적을 거두며 남미 예선을 마무리했다.
그리고 2015년 코파 아메리카에도 출전하여 4경기 2골을 터뜨리며 자국에서 개최된 1997년 대회에서 준우승을 차지한 이후 18년만의 코파 아메리카 8강 진출을 이끌었고 코파 아메리카가 끝난지 2개월 후 훌리오 세자르 발데비에소 감독과의 의견 충돌로 한 때 국가대표팀 은퇴를 선언하기도 했지만 이듬해인 2016년 대표팀에 전격 복귀했다.
그 후 2020년 11월 12일 에콰도르와의 2022년 FIFA 월드컵 남미 지역 예선 3차전에서 A매치 통산 20번째 골을 동점골로 연결하며 같은 볼리비아 대표팀 선배인 호아킨 보테로의 종전 A매치 최다 득점 기록(20골)과 타이를 이룬 뒤 닷새 후에 열린 파라과이와의 4차전에서 동점골을 터뜨리며 볼리비아 대표팀 역대 A매치 최다 득점자에 이름을 올림과 동시에 월드컵 남미 예선 최다 득점 랭킹 1위에 올랐다.
그리고 2023년 3월 28일 사우디아라비아와의 원정 친선 경기에서 A매치 통산 100번째 경기에 출전하며 로날드 발데스에 이어 볼리비아 선수로는 2번째로 FIFA 센추리클럽에 가입했고 이 경기에서도 센추리클럽 가입을 자축하는 골을 터뜨리며 1-0 승리를 이끌었으며 같은 해 11월 21일 우루과이와의 2026년 FIFA 월드컵 남미 지역 예선 6차전 경기를 끝으로 A매치 통산 108경기 31골의 기록을 남긴 뒤 16년간의 볼리비아 대표팀 선수 생활을 마감했다.

## 대회 성적

### 클럽
오리엔테 페트롤레로
- 볼리비아 프리메라 디비시온 : 준우승 (2004), 4위 (2003)

 EC 비토리아
- 브라질 세리이 C : 준우승 (2006)
- 캄페오나투 바이아누 : 우승 (2005, 2007), 준우승 (2006)

 크루제이루 EC
- 브라질 세리이 A : 우승 (2014)
- 캄페오나투 미네이루 : 우승 (2008, 2014), 4강 (2021)
- 코파 두 브라지우 : 준우승 (2014)

 샤흐타르 도네츠크
- 우크라이나 프리미어리그 : 우승 (2010-11), 준우승 (2008-09)
- UEFA 유로파리그 : 우승 (2008-09)

 베르더 브레멘
- DFL-슈퍼컵 : 우승 (2009)

 창저우 슝스
- 중국 갑급리그 : 준우승 (2019)

 세로 포르테뇨
- 파라과이 프리메라 디비시온 : 준우승 (2022 아페르투라, 2022 클라우수라)

 인데펜디엔테 델 바예
- 에콰도르 세리에 A : 준우승 (2023)

### 개인 수상
- 코파 리베르타도레스 득점상 : 2008 (8골 / 공동 수상)
- 중국 갑급리그 득점상 : 2017 (23골 / 공동 수상)

## 같이 보기
- A매치 100경기 이상 출전한 축구 선수 명단